# مزایده پیشنهاد منحصربه‌فرد

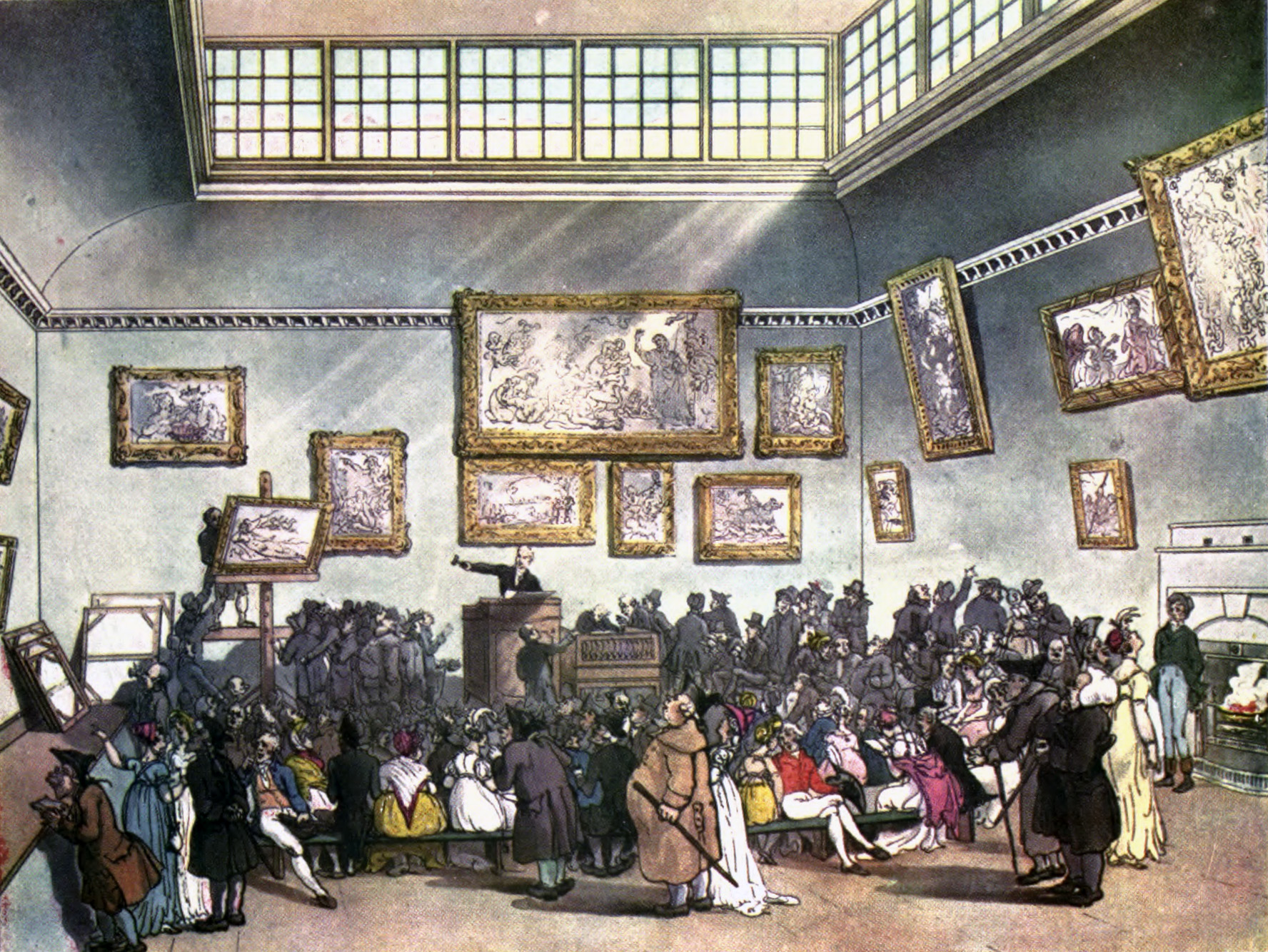
تصویری از مزایده به نوع پیشنهاد منحصربه‌فرد

مزایده پیشنهاد منحصربفرد (به انگلیسی: unique bid auction) نوعی مزایده است، که در آن کاربران پیشنهادهای مخفی خود را ارسال می‌کنند. این پیشنهادها در یک بازه مشخصی می‌بایست قرار داشته باشد (معمولاً سقف بازه تعیین می‌شود) بالاترین و در مواقعی پایین‌ترین پیشنهاد منحصربفرد برنده خواهد بود. این مزایده تا حدودی ویژگی بازی شانس را در خود دارد و معمولاً منجر می‌شود به اینکه برنده کالا را با قیمتی بسیار پایین‌تر از ارزش واقعی آن خریداری کند.
مزایده پیشنهاد منحصربفرد کاربرد زیادی در تجارت اینترنتی دارد. به عنوان مثال اگر اتومبیلی ۲۰۰۰ دلار ارزش دارد و پیشنهادها از ۱۸۵۰ تا ۲۰۰۰ دلار بیش از یک بار ارائه شده‌است ولی پیشنهاد ۱۸۴۹ تنها توسط یک نفر ارائه شده باشد، آنگاه اتومبیل با قیمت ۱۸۴۹ دلار به وی فروخته می‌شود، اما سود مزایده‌گذار زمانی است که بابت ارائه هر پیشنهاد، مبلغی دریافت می‌کند. مثلاً در مثال فوق اگر بابت هر پیشنهاد ۱ دلار دریافت کند، پس از دریاف ۲۰۰۰ پیشنهاد مبلغ خودرو را بدست آورده‌است!
آن چه که به عنوان تعریف مُزایده یا حراج معمولاً ارائه می‌شود در واقع نوع خاصی از مزایده‌است که آن را با عنوان مزایده انگلیسی یا مزایده استاندارد معرفی خواهیم کرد. اما اصولاً در هر مزایده سه عنصر مزایده گذار، کالا و پیشنهاد دهنده گان وجود دارد و مزایده زمانی شکل می‌گیرد که تقاضا برای کالا یا کالاها بیشتر از مقدار موجود است و پیشنهاد دهندگان برای بدست آوردن کالا با یکدیگر رقابت می‌کنند. در هر مزایده، مزایده گذار تلاش می‌کند تا کالای خود را به بیشترین قیمت ممکن به فروش بگذارد و در مقابل، پیشنهاد دهندگان در پی تصاحب کالا با کمترین قیمت می‌باشند. انواع مختلف مزایده، هر کدام در پی یافتن روشی هستند که از یک طرف این حس را در پیشنهاد دهندگان به وجود آورد که کالا را به قیمت قابل قبولی خریده‌اند و از سوی دیگر افراد را ترغیب کند تا نزدیکترین مبلغ به آنچه که حاضر به پرداخت آن برای کالای مورد نظر هستند را پیشنهاد دهند.